# Sérologie
Sérologie je součást vědního oboru imunologie, která se zabývá sérem a to zejména s ohledem na přítomnost specifických protilátek proti antigenům. Její hlavní náplní je sérologické vyšetření (zejména ve vztahu k infekcím) a příprava specifických antisér nebo vakcín.

## Sérologické metody
V užším slova smyslu jde o imunologické metody, jimiž se zjišťuje přítomnost protilátek (proti virům, baktériím, parazitům či autoantigenům) ze séra pacienta. Mezi nejpoužívanější sérologické metody patří
- ELISA
- Aglutinace
- Western blot

## Významní sérologové
- Jan Janský
- František Patočka
- Toma Ciorbă
- Alexandre Besredka
- Ludwik Hirszfeld
- Hulusi Behçet
- Rebecca Lancefield
- Constantin Levaditi
- Charles Mantoux
- Sabin Manuilă
- Theodor Thjøtta
- Geoffrey Tovey
- Paul Uhlenhuth